# Cercops compactus
Cercops compactus är en kräftdjursart som beskrevs av Diana R. Laubitz 1970. Cercops compactus ingår i släktet Cercops och familjen Paracercopidae. Inga underarter finns listade i Catalogue of Life.